# Andrea di Giusto

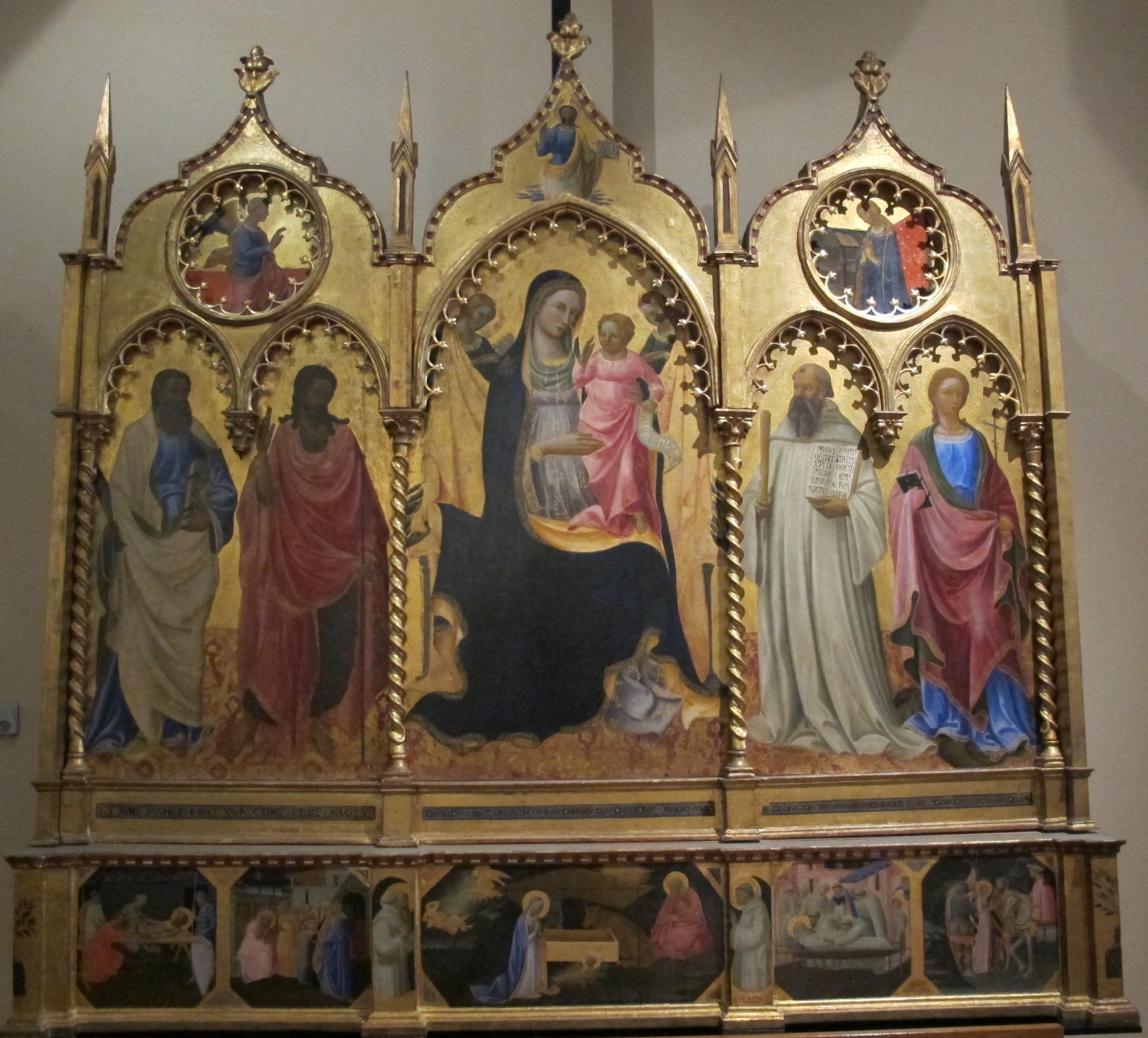
Andrea di Giusto, retablo con Madonna y cuatro santos

Andrea di Giusto (c. 1400-2 de septiembre de 1450, Florencia), rara vez también conocido como Andrea Manzini o Andrea di Giusto Manzini, fue un pintor florentino del gótico tardío al estilo renacentista temprano en Florencia y sus alrededores. Andrea estuvo fuertemente influenciado por los maestros Lorenzo Monaco, Bicci di Lorenzo, Masaccio y Fra Angelico, y tendía a mezclar y combinar los motivos y técnicas de estos artistas en su propio trabajo. Andrea fue un pintor ecléctico y se le considera un maestro menor del arte florentino del primer Renacimiento. Andrea se formó con Bicci di Lorenzo como Garzone. Pintó sus obras más significativas, tres retablos, en el contado florentino, estos retablos fueron creados para Sant'Andrea a Ripalta en Figline, Santa Margarita en Cortona, y la Badia degli Olivetani di San Bartolomeo alle Sacce cerca de Prato. Además de sus grandes retablos, Andrea pintó varios frescos a lo largo de su carrera. También se sabe que, junto con otros maestros menores, realizó varios tipos de arte, como trípticos y frescos, para los pievi románicos, o iglesias rurales con batisterios. Además, fue muy conocido por varios tipos de objetos artesanales de menor tamaño, como pequeños tabernáculos. Se dice que trabajó entre 1420 y 1424 bajo la dirección de Bicci di Lorenzo en las pinturas para Santa Maria Nuova. Se dice que trabajó con Masaccio en la pintura de la Vida de San Giuliano para el Políptico de Pisa, incluyendo la pintura de la Virgen con el Niño, en 1426. También parece haber colaborado en 1445 con Paolo Uccello en la Capella dell'Assunta de la Catedral de Prato. En 1428, figura como miembro del gremio Arte dei Medici e Speziali de Florencia como "Andrea di Giusto di Giovanni Bugli". Su hijo, Giusto d'Andrea, también fue pintor y trabajó con Neri di Bicci y Benozzo Gozzoli. Andrea murió en Florencia en 1450.

## Formación
Andrea se formó con Bicci di Lorenzo. El considerable taller de Bicci disfrutaba de una relación establecida, que se cree que comenzó en 1418, con Santa Maria Nuova, un hospital florentino con una iglesia adyacente que proporcionaba un gran número de encargos a los artistas locales. Bicci y sus asociados comenzaron con trabajos artesanales antes de que se les encargara la realización de esculturas y frescos, además de esta obra. En 1424, el taller de Bicci realizó figuras en relieve para el interior de la iglesia de Santa Maria Nuova y además decoró y doró una escultura exterior atribuida a Dello di Niccolò Delli. Mientras realizaba estos encargos más preciados, Bicci y su taller seguían produciendo obras artesanales de menor importancia para sostener económicamente el taller, lo que inadvertidamente les llevó a adquirir renombre en la creación de algunos de estos artículos artesanales, como candelabros y esculturas doradas. De hecho, parece que el primer encargo de Bicci como maestro independiente fue un conjunto de candelabros dorados en 1416. Además, el taller de Bicci realizó una sinopia y un fresco de la Virgen con el Niño para Santa Maria Nuova; el propio Bicci pintó la Consagración de San Egidio para el exterior de la iglesia, recibiendo el pago por la obra en octubre de 1424. A través de estos diversos encargos, el taller de Bicci también desarrolló su pericia para los frescos y la pintura sobre tabla.
El propio Andrea se menciona en relación con el pago durante este periodo como asistente de Bicci en 1424, lo que sugiere su participación en varios de las artesanías y obras creadas para Santa Maria Nuova. Además, a finales de la década de 1430, cuando Andrea se había establecido como artista independiente, pintó un pequeño tabernáculo, una Virgen con el Niño y dos ángeles para Santa Maria Nuova, que ahora se encuentra en la Academia de Bellas Artes de Florencia. La forma del pequeño tabernáculo parece haber sido una de las primeras especialidades de Andrea, y como tal, los tabernáculos públicos, así como los realizados específicamente para los clientes, fueron probablemente una importante fuente de ingresos para él y otros maestros menores. Tras formarse con Bicci, Andrea trabajó con Masaccio en Pisa hasta 1427.

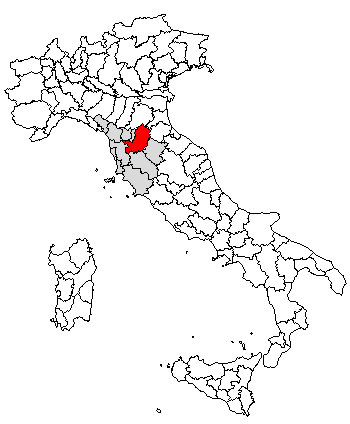
Florencia, destacada dentro de Italia

## Obras importantes

### Retablos
La carrera de Andrea está marcada por tres grandes retablos realizados en el contado florentino: Sant'Andrea a Ripalta en Figline, Santa Margarita en Cortona y la Badia degli Olivetani di San Bartolomeo alle Sacce cerca de Prato. También puede incluirse en este grupo un cuarto retablo menos significativo (bajo) en Florencia

#### Prato
El retablo de Prato fue creado en 1435 y se inspiró en el retablo de Monte Oliveto de Lorenzo Mónaco de 1410. Dado que Andrea se vio influenciado por la obra de Lorenzo en los primeros años de su carrera, trató de reproducirla con la mayor exactitud posible, especialmente en lo que respecta a las figuras y los paños del retablo. De hecho, el mecenas del retablo buscaba una copia esencial de la obra de Lorenzo, por lo que encargó a Andrea su realización. Mientras que la composición, el colorido y los paños del retablo recuerdan claramente el estilo de Lorenzo, las figuras recuerdan más claramente el estilo de Bicci di Lorenzo. Andrea empleó muchos colores diferentes en su técnica de claroscuro, lo que proporciona profundidad a la composición, a la vez que unifica los paneles. La composición revela la influencia de Fra Angelico, especialmente en el rostro de la Virgen, de Lorenzo Monaco y de Gentile Bellini. En la predela, Andrea creó el Nombre del Bautista, imitando una de las composiciones de Fra Angelico. Mientras que Fra Angélico involucró a cada figura en el drama de la escena, Andrea optó por desligar la escena, creando una composición más tranquila utilizando colores más claros.

#### Sant'Andrea a Ripalta
En 1436, Andrea pintó un retablo tríptico para Sant'Andrea a Ripalta, en Figline, titulado Adoración de los Reyes Magos con cuatro santos. La obra fue encargada por Bernardo di Tomaso di Ser Ristoro, miembro de la familia Serristor, descendiente de un notario florentino de importancia política. El panel central recuerda a la Adoración de Gentile Bellini, aunque de forma simplificada, presentando a la Virgen y al niño junto a los tres Reyes Magos. La Virgen María y el niño Jesús reflejan la influencia de Fra Angelico y Masaccio a través de la posición y el colorido de su cuerpo y la composición de Jesucristo. En la predela aparecen los cuatro santos, Andrés, Juan Bautista, Santiago Mayor y Antonio Abad. Su composición recuerda de nuevo la obra de Masaccio, Masolino da Panicale y Fra Angelico; San Andrés bautizando recuerda mucho al San Pedro bautizando de la capilla Brancacci de Masaccio, mientras que la gente bautizada recuerda la representación de Fra Angelico de las figuras que rodean a San Pedro en el tabernáculo de Linaioli. Los paisajes del tríptico también remiten a la capilla Brancacci, especialmente a través de los paisajes de Masolino y Masaccio. Este retablo es una de las obras más notables de Andrea porque probablemente fue muy costoso, ya que incluía importantes láminas de oro, un marco gótico, colores llamativos y varias figuras y paneles. Además, debido a que la obra tomó mucho de los principales maestros contemporáneos, la composición parece mucho menos tradicional y conservadora que muchas de las otras obras de Andrea. Es una de las creaciones más complejas de Andrea.

#### Madonna della Cintola
Andrea fechó la Madonna della Cintola en la Accademia di Belle Arti di Firenze en 1437. El panel principal presenta a Santo Tomás arrodillado, mientras que la Muerte de la Virgen está representada en el centro de la predela; ambas composiciones delatan una importante influencia de Fra Angelico. La Santa Catalina está influenciada por una obra perdida de Masolino da Panicale que representa al mismo personaje. En este retablo, que se aleja de la influencia típica de Lorenzo Mónaco en Andrea, los paños son más tenues que animados, como en la composición de Lorenzo, aunque la influencia de éste en la representación de las formas de Andrea permanece intacta.

#### Santa Lucía dei Magnoli
En 1436, Andrea recibió la significativa suma de 60 florines por la realización de un retablo bajo para Santa Lucia dè Magnoli en Florencia, creado para el altar de Lapa Benozzi o Lapo di Andrea Benozzo. Ese mismo año, consta como miembro del Arte di Calimala, que realizó el trabajo administrativo en torno al encargo. Aunque el umbral para un retablo mayor en términos de precio rondaba los 100 florines, esta considerable suma sugiere una obra de varios paneles y significativamente detallada. Es significativo que no se conozcan casos de maestros menores a los que se les hayan encargado retablos mayores en Florencia; este hecho hace que los logros de Andrea como maestro menor sean dignos de mención. Además, es importante señalar que Andrea, junto con otros maestros menores, creó muchas más obras en el contado florentino que en Florencia propiamente dicha. Así, sólo uno de los retablos de Andrea se encuentra en Florencia, mientras que tres se encuentran en el contado.

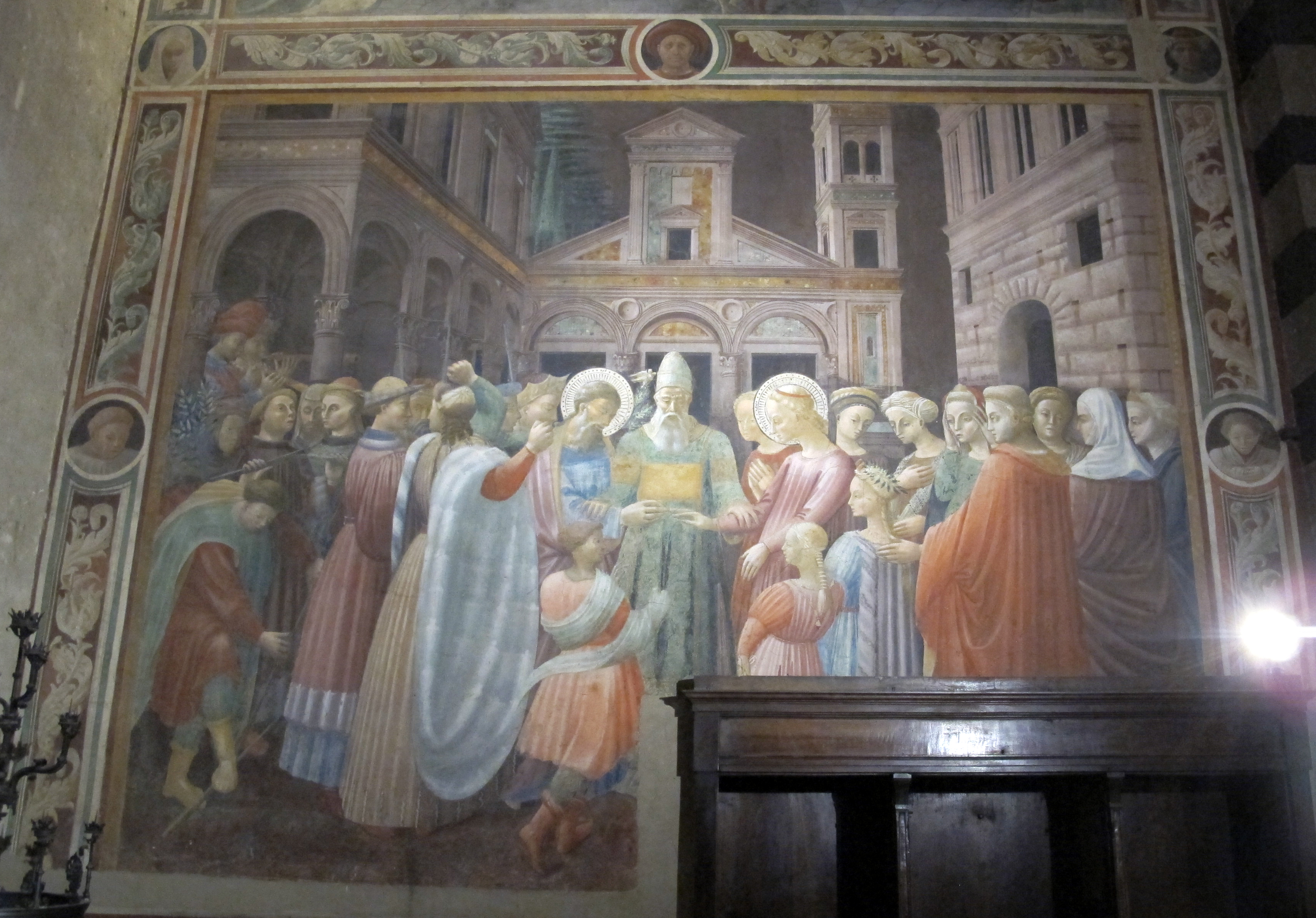
Fresco de la Capilla de la Asunción, 1435-35

### Frescos
Andrea pintó tres frescos hacia el final de su vida en la Capilla de la Asunción de la Catedral de Prato. Mientras el "Maestro de Prato" planificaba las composiciones, Andrea completaba los frescos utilizando la técnica del miniaturismo, lo que significa que los diseños fueron concebidos a pequeña escala y luego ampliados. Andrea utilizó pinceladas minúsculas y paralelas para detallar los paneles, muy al estilo de los paneles de pradela de Fra Angelico. Aunque Andrea se había convertido en ayudante de Masaccio, que a menudo pintaba a gran escala, nunca aprendió a hacerlo y, por tanto, utilizaba el mismo enfoque tanto si pintaba una pared como un pequeño panel. Siguiendo el estilo de Fra Angelico, Andrea incluyó en la Lapidación de San Esteban una composición de figuras elípticas que utiliza la alternancia de alturas y acciones para transmitir un ritmo entre las figuras. Sin embargo, mientras que Fra Angelico prefería repartir las figuras entre el primer plano y el fondo, Andrea optó por mantener las figuras en el primer plano, perdiendo así algo de profundidad. El panel de los Desposorios de la Virgen recuerda tanto a Fra Angelico como a Masaccio, sobre todo en lo que respecta a la composición de los espectadores.
Andrea pintó dos frescos en la Basílica de la Santa Cruz (Florencia), situados en los pasillos que conducen a la capilla de los Pazzi y al noviciado, que representan la Crucifixión y un Cristo Portacroce, y trabajó con Bicci di Lorenzo en varios frescos en 1423 y 1424 en Florencia, según los registros de pago. Completó las escenas finales de los frescos de Paolo Uccello en la Capilla de la Asunción de San Esteban (Cappella dell'Assunta) en el Duomo de Prato. También se dice que pintó un panel para la Ópera del Duomo de Florencia, pagado por ciudadanos particulares. La reticencia de la Ópera a patrocinar públicamente la obra de Andrea refleja la preferencia de la institución por los grandes maestros frente a los menores.

### Retablo y Predela de Santa Maria del Carmine
Andrea trabajó con Masaccio en el retablo de la iglesia Carmine en Pisa en 1427, pintando los paneles de su predela, la sección de soporte inferior del retablo, con la Leyenda de San Julián y la Caridad de San Nicolás . También ayudó a Masaccio a pintar la tabla central del retablo, titulada la Virgen y el Niño con ángeles (Virgen y el Niño (Masaccio)), que actualmente se encuentra en la National Gallery.

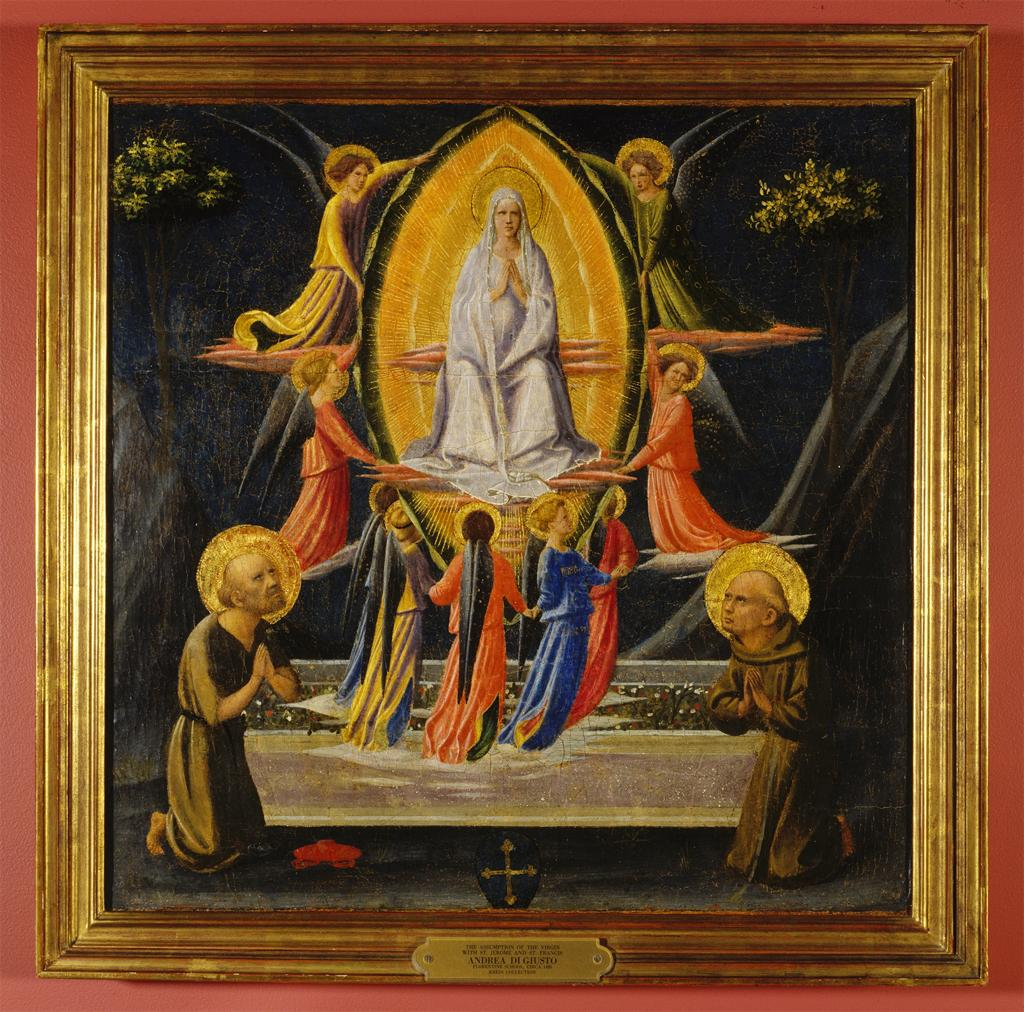
La Asunción de la Virgen con San Jerónimo y San Francisco, c. 1423, Museo de Arte Philbrook, Tulsa, OK

## Fase tardía
La última etapa de la carrera de Andrea está marcada por figuras estoicas y planas que carecen de la vivacidad que había intentado representar anteriormente, tipificada por su retablo tríptico para San Michele en Moriano (hacia 1445). Andrea sintetiza de nuevo las diversas técnicas de los grandes maestros, aunque crea una composición que carece de varios elementos que había dominado anteriormente. Si bien es posible que intentase transmitir tranquilidad a través de una combinación de colores y una composición relativamente anodinas, el tríptico se queda corto en comparación con sus obras anteriores.

## Impacto en elcontado
Andrea creó la mayor parte de sus obras artísticas en el contado florentino. Las diferencias económicas entre la ciudad florentina y su contado explican en gran medida las diferencias entre los maestros menores y mayores del Renacimiento. Muy pocos o ningún maestro mayor pintó en el contado, dejando la región en manos de los maestros menores. Mientras que a los maestros menores no se les encargaba pintar los retablos de las iglesias florentinas, su trabajo era venerado en el contado. En este sentido, si bien se entiende que el contado contiene "obras menores", esta terminología es engañosa debido a las importantes obras de maestros menores que allí se encuentran, incluidas las de Andrea di Giusto. Además, los maestros menores a menudo podían obtener una compensación similar a la que podría obtener un maestro mayor en la misma localidad. Para mantenerse, los maestros menores dependían más de formas de arte menos veneradas, como la producción de pequeños tabernáculos y otras pequeñas artesanías. Además, los maestros menores tendían a practicar un estilo más conservador, lo que permitía a los maestros mayores asumir audaces riesgos artísticos en las grandes ciudades mientras creaban obras más tradicionales. Los mecenas del contado solían preferir las obras conservadoras a las atrevidas, valorando la artesanía y la eficiencia por encima de la innovación artística. Como artistas que tendían un puente entre los estilos del primer y el alto Renacimiento, los maestros menores conectaron el Trecento y el Quattrocento con el Renacimiento, incorporando algunas de las innovaciones de los maestros mayores mientras permanecían firmemente plantados en un estilo más conservador. De este modo, las obras de Andrea pueden considerarse en parte un producto de su ubicación en el contado; tal vez si hubiera sido considerado un maestro mayor, habría podido asumir riesgos mayores y más audaces con su oficio.

## Influencia de Masaccio

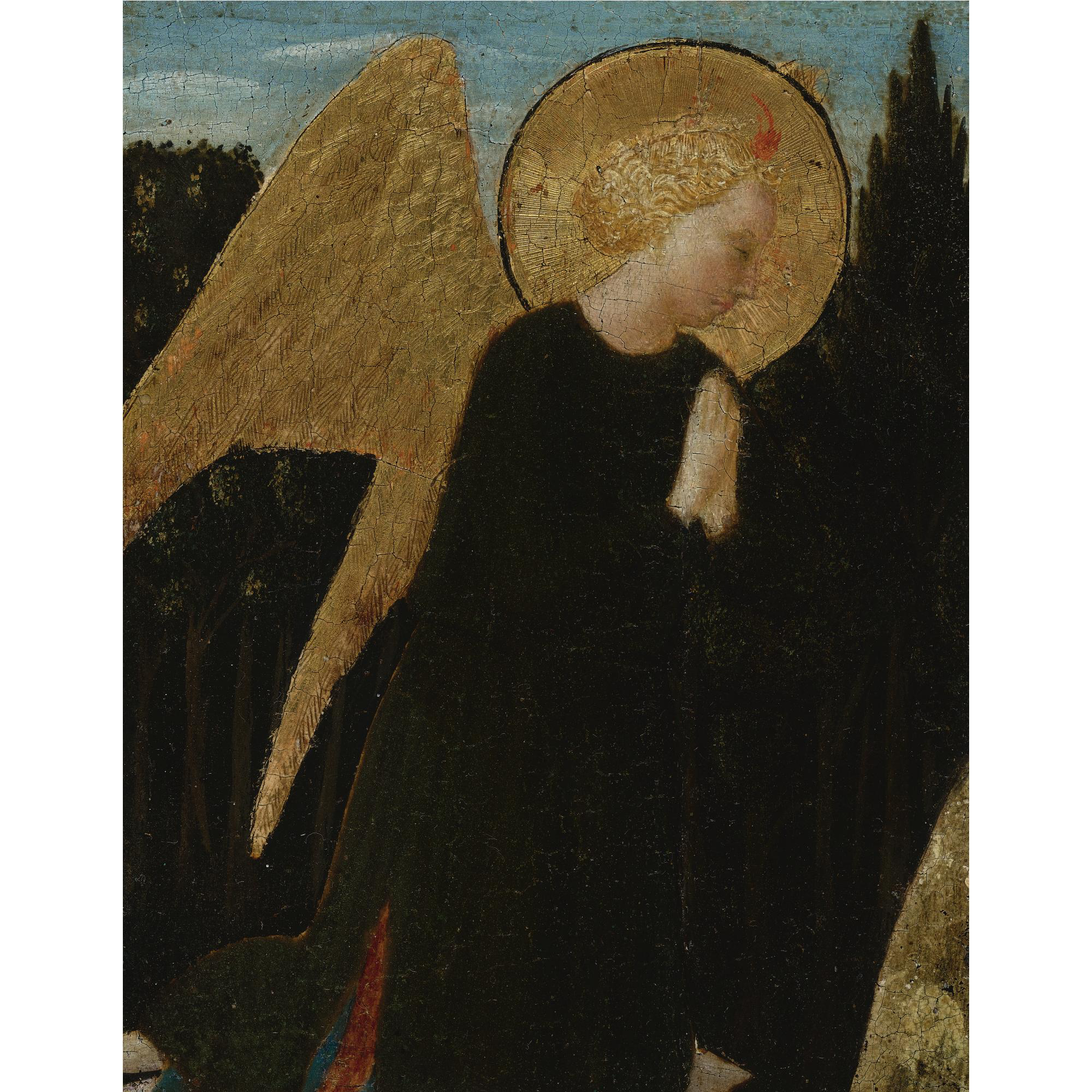
Ángel rezando, Florencia c. 1400-1500

Andrea recibe una importante influencia de Masaccio, con quien trabajó en el retablo de Santa María del Carmine, en Florencia, aunque sus obras se consideran ajenas al estilo estándar del Quattrocento, al que se adhirió Masaccio. Los estudiosos señalan su deseo de captar la gravedad, el estoicismo y las formas escultóricas generales de Masaccio, tendiendo a centrarse en uno de estos componentes mientras incorpora las técnicas de otros grandes maestros. Al fusionar estas técnicas, Andrea probablemente respondía a las cambiantes preferencias de sus mecenas, así como al emergente humanismo característico del Renacimiento italiano; la mayoría de las veces lo hacía dramatizando la luz en sus composiciones mediante el claroscuro, o el uso de la sombra y la luz, o incluyendo motivos humanistas como temas clásicos y formas escultóricas. Un ejemplo significativo de la influencia de Masaccio en Andrea es evidente en la comparación de la Madonna de Andrea (Museo Stibbert) con la Meterzza Santa Ana de Masaccio; Andrea imita el uso del claroscuro de Masaccio para iluminar el cuadro de forma descarnada de izquierda a derecha, una característica poco habitual en su obra. Sin embargo, en un cuadro similar del Niño de la Virgen (Colección Albrighi, Florencia), Andrea representa al niño en una pose utilizada a menudo por Masaccio, aunque pocos otros elementos del cuadro recuerdan al maestro mayor. De este modo, si bien es cierto que Andrea estuvo influenciado por Masaccio, la influencia queda parcialmente oscurecida, en primer lugar, por la elección de Andrea de combinar simultáneamente elementos característicos de varios grandes maestros contemporáneos, y en segundo lugar, por su estilo personal y distintivo, que se hace patente incluso en las obras muy influenciadas.

## Recepción de la crítica
Los historiadores del arte tienden a ver de forma negativa la obra de Andrea, y en particular ponen en duda su inspiración artística, citando la gran cantidad de imitaciones que hay en sus obras.
"Hay una pequeña Madonna típica de Andrea di Giusto de S. Giusto a Montalbino que lo muestra tan inepto y raído como en sus otras obras".
"La carrera artística de Andrea di Giusto... revela la increíble facilidad con la que dominó todos los elementos antiguos y nuevos, para compensar su falta de imaginación".

## Ventas en subasta
El 5 de junio de 2008, el Ángel orante de Andrea se vendió por 15.000 dólares en la subasta de arte de Sotheby's en Nueva York. El cuadro ejemplifica la influencia que Fra Angelico ejerció sobre Andrea más adelante en la carrera de este último.
La Virgen y el Niño con dos ángeles de Andrea se vendió en la subasta de arte de Christie's en Londres el 3 de diciembre de 2008 por 55.250 libras, superando ampliamente su precio estimado de 12.000 a 18.000 libras. Posteriormente, se vendió en la subasta de arte Koller de Zúrich el 23 de septiembre de 2016 por 55.000 francos, menos de lo que se compró en Christie's.